# Wupperfelder Abendmusiken
Die Wupperfelder Abendmusiken sind eine Konzertreihe geistlicher Musik, die 1953 durch Kirchenmusikdirektor Winfried Pesch (bis 1970 als Geistliche Abendmusiken) gegründet wurden. Feste Spielstätte der Konzertreihe war die durch ihr kirchenmusikalisches Profil überregional bekannte Alte Kirche Wupperfeld, seit dem Verkauf der Kirche durch die Kirchengemeinde Gemarke-Wupperfeld finden die Abendmusiken seit 2017 in der Lutherkirche statt.

## Geschichtlicher Hintergrund

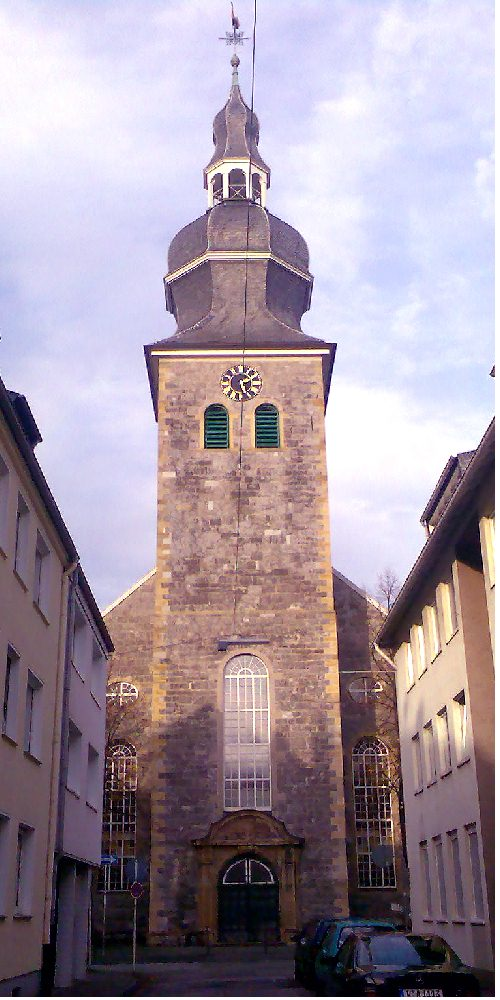
Die Alte Kirche Wupperfeld

Die lutherische Gemeinde in Wupperfeld errang schon bald nach ihrer Gründung im Jahr 1744 eine bedeutende Stellung im musikalischen Leben des Wuppertals. So wurde bereits 1786 durch die Werkstatt Jacob Engelbert Teschemachers eine der größten Orgeln im Rheinland gebaut. 1866 gründete Pfarrer Emil Frommel, der später königlicher Hof- und Garnisonsprediger in Berlin wurde, einen gemischten Kirchenchor, der somit zu den ältesten im deutschsprachigen Raum zählt. Frommels Ideen waren unlösbar verknüpft mit den liturgischen Bewegungen Mitte des 19. Jahrhunderts und der künstlerischen Neubesinnung auf die Werke von Heinrich Schütz und Johann Sebastian Bach, über die man ein gutes Jahrhundert hinweggegangen war. Nach München und Duisburg im Jahre 1910, Dresden im Jahre 1911, Aachen und Wien im Jahre 1913 wurde auch in Wuppertal an der Alten Wupperfelder Kirche durch den Kirchmeister Friedrich Geß am 8. Oktober 1914 neben dem bestehenden Kirchenchor ein Bach-Verein gegründet. Kantorin Elisabeth Potz war die erste Chorleiterin. Ihr folgte 1920 Gottfried Deetjen, der bis 1926 in Wupperfeld tätig war. Unter seiner Leitung wurden seit 1923 Konzerte im regelmäßigeren Turnus geboten, zahlreiche Bach-Kantaten führt er in der Alten Wupperfelder Kirche auf. Kompositionen von Liszt und Reger gehörten ebenso zum Repertoire. Deetjen führte seine Tätigkeit ab 1926 in seiner Heimatstadt Hamburg weiter.
Nachfolger wurde 1926 in Wupperfeld der Schütz-Verehrer Gottfried Grote. Tausende Besucher kamen zum 3. Heinrich-Schütz-Fest nach Wupperfeld. Konzerte wurden unter seiner Leitung zu einer regelmäßigen Einrichtung. 1935 übernahm er die Leitung der Kirchenmusikschule Berlin-Spandau. Grote wurde Professor am Konservatorium und übernahm auch die Leitung des Berliner Dom- und Staatschores, der in den fünfziger und sechziger Jahren vom späteren Leiter Winfried Pesch mehrmals nach Wuppertal zu den Wupperfelder Abendmusiken eingeladen wurde. Nachfolger Grotes wurde 1935 Fritz Bremer. Er führte die Tradition Grotes fort, jedoch mit Schwerpunkt auf die Musik Buxtehudes, Distlers und Pepping. Zudem gab es enge Kooperationen zum kirchenmusikalischen Institut in Leipzig, aus dem öfters Künstler in Wupperfeld gastierten. Bremer wurde in den Krieg geschickt und starb am 27. Dezember 1941 an der Ostfront. Seine Nachfolge übernahm bis zur Bombennacht 1943 Hans Hulverscheidt aus Köln. Die Kirche wurde im Krieg völlig zerstört und mit ihr die gesamte kirchenmusikalische Dokumentation. Am 21. Juni 1953 wurde die Alte Wupperfelder Kirche in einer Festwoche wieder eingeweiht. Pfarrer Diening wollte die kirchenmusikalische Tradition der Gemeinde fortsetzen und empfahl den jungen Kirchenmusikstudenten Winfried Pesch, der bereits seit 1952 den neuen Chor der Alten Kirche leitete. Dieser wurde dann am 5. Oktober 1953 einstimmig zum neuen Chorleiter und Organisten gewählt. Noch als Student an der Kölner Musikhochschule begann er seine Tätigkeit zum 1. Dezember 1953.

## Gründung
Pesch führte die große kirchenmusikalische Tradition der Wupperfelder Kirche fort. Noch Monate zuvor in Trümmern liegend, gab es seit Dezember 1953 wieder abendliche Konzertreihen. Die Wupperfelder Abendmusiken wurden im Sinne von Buxtehude, Johann Sebastian Bach und seinen Vorgängern Grote und Bremer zur regelmäßigen Institution in Wuppertal, vornehmlich, aber nicht nur, zur Advents- und Passionszeit. Zusätzlich gab es zahlreiche Sonderkonzerte außerhalb der Advents- und Passionszeit und in den 50er- und 60er-Jahren regelmäßig Orgelmatineen (u. a. Einführungen in die Klangwelten von Widor, Dupré und Messiaen), die neue Zuhörerkreise gewinnen sollten. Wupperfeld erlangte wieder eine führende kirchenmusikalische Rolle in der Region, so dass regelmäßig sämtliche Konzerte in vier verschiedenen Tageszeitungen rezensiert wurden.
Zahlreiche bekannte Chöre wie die Lübecker und Detmolder Kantorei, der Berliner Dom- und Staatschor oder Chöre aus den Vereinigten Staaten, Schweden oder den Niederlanden gastierten ebenso wie zahlreiche internationale Solisten. Die Wupperfelder Abendmusiken wurden international bekannt. Auch Peter Schreier und Ludwig Güttler bewarben sich zu DDR-Zeiten für Konzerte in Wupperfeld. Von Anfang der 1950er-Jahre (Theo Altmeyer) bis Anfang der 1990er-Jahre (Maria Zedelius und Gerd Grochowski) gastierten zahlreiche bekannte Solisten in Wupperfeld. Der Chor der Gemeinde, die Wupperfelder Kantorei hatte in den 1980er-Jahren etwa 100 Mitglieder, davon zahlreiche spätere Kirchenmusiker und viele Sänger aus ganz NRW. Regelmäßig arbeitete Winfried Pesch über vier Jahrzehnte lang mit den Mitgliedern des Sinfonieorchesters Wuppertal zusammen. Weitere Orchester waren unter anderem das Kölner Kammerorchester, Mitglieder des Gürzenich-Orchesters, die Remscheider Symphoniker, Collegium musicum aus Düsseldorf, Discorsi-Musicale-Ensemble Berlin und Odhecaton. Die Wupperfelder Abendmusiken fanden größtenteils bei freiem Eintritt statt. Die wesentliche Aufgabe und Konzentration der Wupperfelder Abendmusiken lag in der Verkündigung des Wortes Gottes. Grundlage hierfür war bis 1992 die Integration hochwertiger künstlerischer Tätigkeit in gemeindliche Basisarbeit und damit eine starke Identifikation der Gemeinde in die kirchenmusikalische Arbeit.

## Bedeutung
Zahlreiche Ur- und Erstaufführungen (unter anderem von Werken Distlers, Peppings, Kompositionen von Marks, Fehres, Hollfelder, Honickel, Jacques Ibert, Olsson, Stockmeier) fanden im Rahmen der Wupperfelder Abendmusiken (und der vorherigen Geistlichen Abendmusiken in Wupperfeld) statt.
Alleine in der Zeit zwischen 1953 und 2000 kamen bei insgesamt über 500 Konzerten weit über 100.000 Besucher. So gab es zum Beispiel in der Spielzeit Advent 1977 an vier aufeinanderfolgenden Konzerten über 3.000 Besucher. Insgesamt wurde die gesamte Bandbreite der Musik präsentiert: aus der Entstehungszeit des Gregorianischen Gesangs bis zur Avantgarde. Große Oratorien, Kammermusik, A-cappella-Chormusik, Orgelsinfonien, Orchesterwerke, Gospel, Blues oder Kombinationen wie Orgel und Saxophon, Cembalo und Vibraphon oder Orgel und zwei Sprecher – sehr unterschiedliche Besetzungen erklangen. Neben der Kantorei Barmen-Gemarke, der Wuppertaler Kurrende, der Konzertgesellschaft, der Volksbühne, der Oper und den Orgeltagen, die allesamt auch in Wupperfeld gastierten waren die Wupperfelder Abendmusiken zu einem festen Bestandteil des Musiklebens in Wuppertal und in der gesamten Region geworden.
NRZ 1972: „Hohes Niveau von Peschs Kirchenmusik - Winfried Peschs kirchenmusikalische Feierstunden in der Alten Wupperfelder Kirche an den Wochenenden, unlängst zum 100.Mal dem ständig größer werdenden Zuhörerkreis präsentiert, sind heute dank ihrer pronocerten Werkauswahl aus dem kirchenmusikalischen Bereich unserer Stadt nicht mehr wegzudenken.“
Zudem schrieb die WZ am 28. Dezember 1978 unter der Überschrift „Offen für jedes Neue: Die Wupperfelder Abendmusiken, stets fein auf das Kirchenjahr abgestimmt, sind heute aus dem kulturellen Leben unserer Stadt nicht mehr fortzudenken. Ihr Begründer, Winfried Pesch (50), kann in diesen Tagen auf ein 25-jähriges, fruchtbares Wirken an der Alten Wupperfelder Kirche zurückblicken“ … W.Pesch: „ Meine Freizeitbeschäftigung ist eigentlich die Grundlagenerarbeitung der Interpretation, denn die Musik kann ja nicht isoliert gesehen werden und verlangt immer neue geistige und kulturelle Standortanalysen.“
Hauptaugenmerk war die Integration hochwertiger künstlerischer Arbeit in die gemeindliche Verkündigungsbotschaft. Die Aufgabe war gemeinde- und konfessionsübergreifend. So gab es neben zahlreichen Zusammenwirken mit anderen Gemeinden der gesamten Region mehrmals auch mit dem katholischen Chor der St.-Antonius-Kirche eine enge Zusammenarbeit. Mit über 150 Chörsängern und dem Wuppertaler Sinfonieorchester hatte man beispielsweise 1991 gemeinsam beim 125-jährigen Chorjubiläum der Wupperfelder Kantorei in zwei aufeinanderfolgenden Tagen das Deutsche Requiem von Johannes Brahms an zwei unterschiedlichen Orten mit zwei unterschiedlichen Interpretationen aufgeführt.
Hierzu schrieb die Westdeutsche Allgemeine Zeitung im Dez. 1991: „Einer der ältesten deutschen Kirchenchöre ist der Chor an der Alten Wupperfelder Kirche. 1866 vom damaligen Pfarrer Emil Frommel gegründet, kann er in diesem Jahr auf eine 125-jährige Tradition zurückblicken. Auf dem Programm des Jubiläumskonzerts der heutigen Wupperfelder Kantorei stand Johannes Brahms ‚Ein deutsches Requiem‘. Die Leitung hatte KMD Winfried Pesch. ....In diesen beiden Extremen polarisierte sich die sehr durchgearbeitete und ausdrucksstarke Aufführung. Die vereinigten Chöre überzeugten mit einem auch im Piano klangvollen, nie unpersönlich wirkenden Espressivo in allen Stimmlagen. Die Mitglieder des Sinfonieorchesters Wuppertal spielten farbenreich und überaus prägnant. So war in der Alten Wupperfelder Kirche eine großartige Darbietung von Johannes Brahms rhythmisch und harmonisch sehr vielschichtigem ‚Deutschen Requiem‘ zu hören …/… Diese haben es fertig gebracht, an zwei aufeinanderfolgenden Tagen mit dem gleichen Ensemble ihrer Intuition entsprechend - Winfried Pesch in Wupperfeld mehr dramatisch, Engelbert Brendel in St. Antonius mehr verinnerlicht - das Werk zugestalten … Es war eine weitere Meisterleistung der beiden Chorleiter, Laien und Profis bei der unterschiedlichen Musikausgestaltung zu vereinigen und allen Beteiligten ein sehr hohes Können zu entlocken … einmalig in der gesamten europäischen Musikgeschichte, daß dieses große Werk von Brahms an zwei aufeinanderfolgenden Tagen mit unterschiedlichen Interpretationsgestaltungen in der gleichen Stadt mit dem gleichen Ensemble zu hören war. Wie glücklich können sich hier die Bürger dieser Stadt schätzen, dieses einmalige Kulturereignis erlebt zu haben.“
Nahezu ausnahmslos alle Konzerte in Wupperfeld wurden rezensiert. In den 1950er- bis in die 1970er-Jahre hinein erschienen sie in bis zu vier verschiedenen Tageszeitungen. Spätestens seit Mitte der 1920er-Jahre verhalfen die Wupperfelder Aktivitäten der Kirchenmusik zu einer führenden Rolle in der gesamten Region. Zudem wurden in Wupperfeld bis 1992 über 250 Kirchenmusiker ausgebildet. Im Dezember 1992 ging Winfried Pesch nach 40 Jahren Dienst in den Ruhestand.

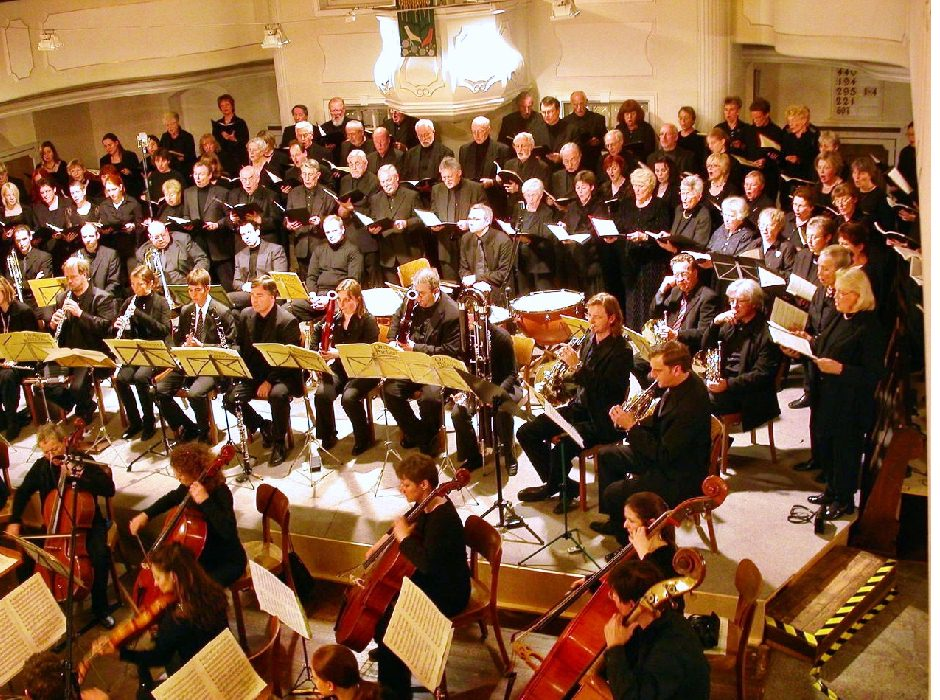
Das Ensemble der Wupperfelder Abendmusiken 2008

Carsten Zündorf (1992–2005) führte die große Tradition der Wupperfelder Abendmusiken fort. Der durch ihn gegründete Kammerchor Wupperfeld wurde ebenfalls überregional bekannt und konzertierte deutschlandweit. Die Aktivitäten konzentrierten sich verstärkt auf Konzerte; so wurden im Bach Jahr 2000 mehrere große Werke, so alle sechs Kantaten des Weihnachtsoratoriums an einem Abend oder die H-Moll-Messe aufgeführt. Dagegen nahm die Anzahl der Chormitglieder der Wupperfelder Kantorei kontinuierlich ab. 2001 fusionierte man mit der Kantorei Unterbarmen. Damit wurde in Wupperfeld eine 135-jährige Chor-Tradition aufgegeben. Die Gründung des Oberbarmer Gemeindeverbandes Gemarke-Wupperfeld-Heidt 2002 leitete das Ende des Niedergangs der Wupperfelder Kirchenmusik ein. Der nunmehr deutlich von den finanziellen Interessen der Kirchengemeinde Gemarke dominierte Gemeindeverband stellte die finanzielle Unterstützung für die Wupperfelder Kirchenmusik hauptsächlich zugunsten der Citykirchenarbeit in der Gemarker Kirche komplett ein, ungeachtet der unverändert starken Identifizierung des Presbyteriums und der Kirchengemeinde Wupperfeld mit der Kirchenmusikalischen Tradition. Ebenfalls auf Bestreben Gemarkes wurde die A-Kantorenstelle Wupperfelds 2005 aufgekündigt, wodurch Wuppertal zur ersten deutschen Großstadt ohne A-Kantorenstelle wurde. Es folgte in den nächsten Monaten eine erste Einstellung der Wupperfelder Abendmusiken sowie die radikale Kürzung im Gottesdienstangebot, woran das Wupperfelder Ensemble stets mitwirkte. Einer der traditionsreichsten kirchenmusikalischen Orte in der Region wurde somit aufgegeben. Wenige Monate nach dem raschen Niedergang seines Lebenswerkes verstarb in der Nacht zum 17. Juni 2006 plötzlich und unerwartet der Gründer der Wupperfelder Abendmusiken, KMD Winfried Pesch, der über ein halbes Jahrhundert in Wupperfeld tätig war. Kurz nach Peschs Tod wurde Matthias Lotzmann neuer künstlerischer Leiter der Bergischen Kantorei und führt seitdem mit großem Engagement die Konzertreihe im ursprünglichen Umfang wieder durch.

## Zukunft

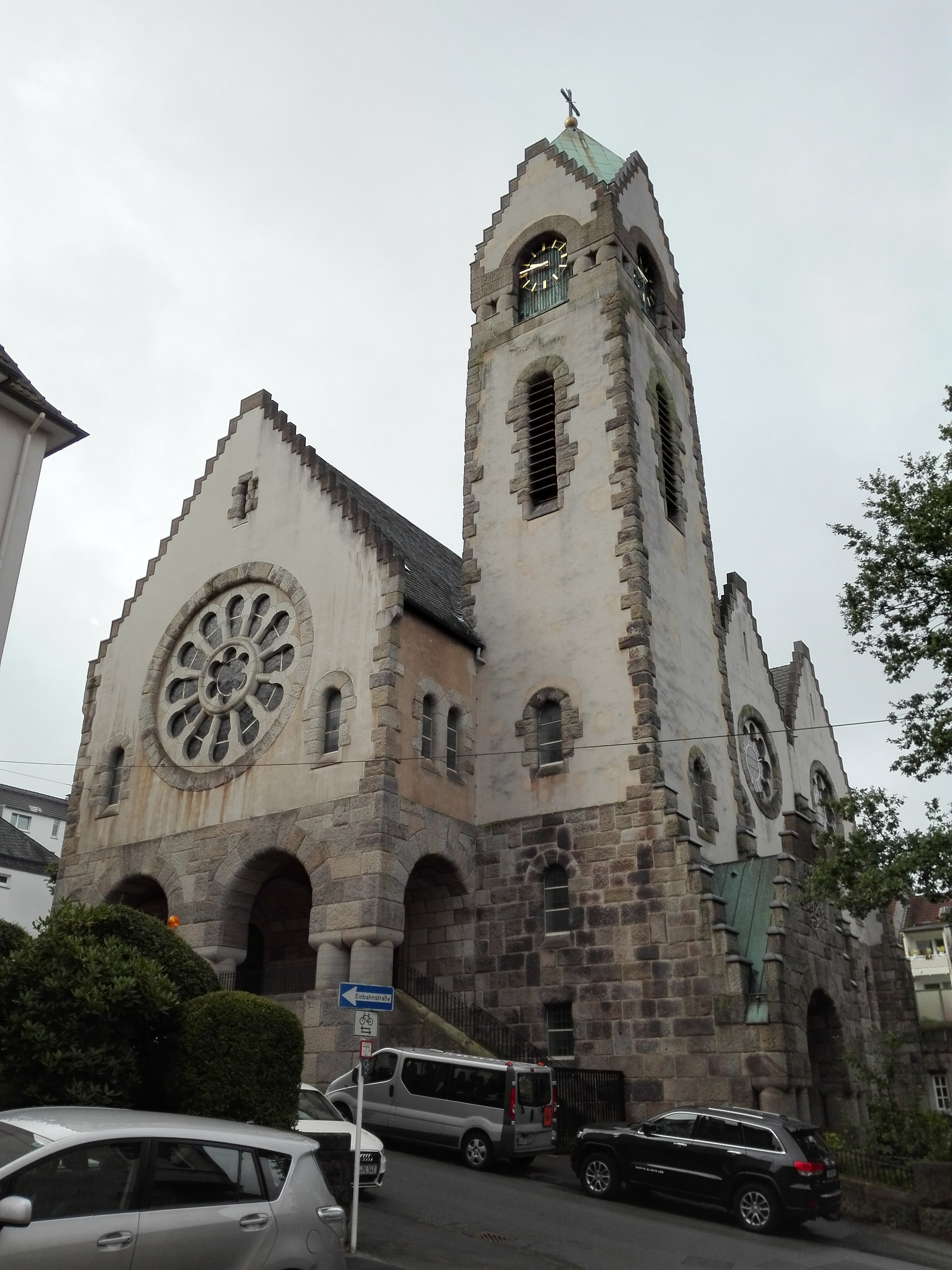
Die Lutherkirche

Dank des sehr großen Engagements vom Kirchenmusiker Matthias Lotzmann, Leiter der Bergischen Kantorei sowie nebenamtlicher Kirchenmusiker der Gemeinde Gemarke-Wupperfeld, wurde die Kirchenmusik in Wupperfeld nachhaltig neu aufgebaut. Grundlage war bis zur endgültigen Schließung der Alten Kirche wieder die Integration der Kirchenmusik in die Gemeindearbeit. 2007 wurden das „Deutsche Requiem“ von Johannes Brahms als auch die Kantaten I-III von J. S. Bachs Weihnachtsoratorium aufgeführt. 2008 erklangen die Bach-Kantate Christ lag in Todes Banden und das „Dixit Dominus“ von Georg Friedrich Händel als auch die Kantaten IV-VI von J. S. Bachs Weihnachtsoratorium. Regelmäßig werden musikalische „Even-Song-“Andachten durchgeführt. Die Besucherresonanz zeigt, wie sehr man sich in Wuppertal eine Fortführung von Konzerten an diesem traditionellen Ort wünscht. Es gastierten im Rahmen des 7. Deutschen Orchesterwettbewerbes Kammerorchester aus Heidelberg und Bensheim, darunter der Preisträger unter der Leitung von Thomas Kalb. Dank zahlreicher Spenden und Benefizkonzerte konnte die Orgel, die bis Anfang der 1990er-Jahre in einem hervorragenden Zustand war, durch das Engagement von Matthias Lotzmann und der Orgelbau-Manufaktur Neuhaus wieder restauriert werden. Es fanden wieder zahlreiche Orgelkonzerte statt. In 2010 fand unter der Schirmherrschaft von Wolfgang Stockmeier ein 20-teiiger Zyklus Mit Bach durchs Jahr statt. Zudem wurde ein Förderverein Musik und Kirche e. V. gegründet, dessen Ziel es ist, die professionelle Kirchenmusik entlang der Talachse der Wupper mit Schwerpunkt Gemarke-Wupperfeld zu fördern. Damit wurden die Voraussetzungen geschaffen, die Kirchenmusik an dieser traditionellen Stätte fortführen zu können.
Mit der Schließung der Alten Kirche Wupperfeld durch die Kirchengemeinde Gemarke-Wupperfeld war die Zukunft der neu aufgebauten Kirchenmusik in Wupperfeld weiterhin ungewiss. Bis 2017 konnte die Alte Kirche Wupperfeld im Wechsel mit der Lutherkirche am Heidter Berg als Spielstätte der Abendmusiken auch nach ihrer Aufgabe als Gottesdienststätte erhalten werden, nach dem endgültigen Verkauf der Kirche zogen die Abendmusiken zum Jahreswechsel 2017/18 endgültig in die ebenfalls für ihre kirchenmusikalische Tradition überregional bekannte Lutherkirche um, wo versucht wird, die Tradition aus Wupperfeld in alter Fülle fortzuführen.
Der Schimmel-Konzertflügel der Alten Kirche Wupperfeld, welcher sich seit 2008 im Besitz der Bergischen Kantorei befindet, wurde mit Aufgabe der Alten Kirche Wupperfeld als Spielstätte in das Lutherheim am Heidter Berg verbracht, seine zukünftige Nutzung ist ungewiss.